# Pandanus rigidifolius
Espèce
Pandanus rigidifolius est une espèce de plantes à fleurs de la famille des Pandanaceae. Son aire de répartition naturelle se trouve à l'île Maurice où elle est endémique. C'est un arbuste qui pousse principalement dans le biome tropical humide.

## Description

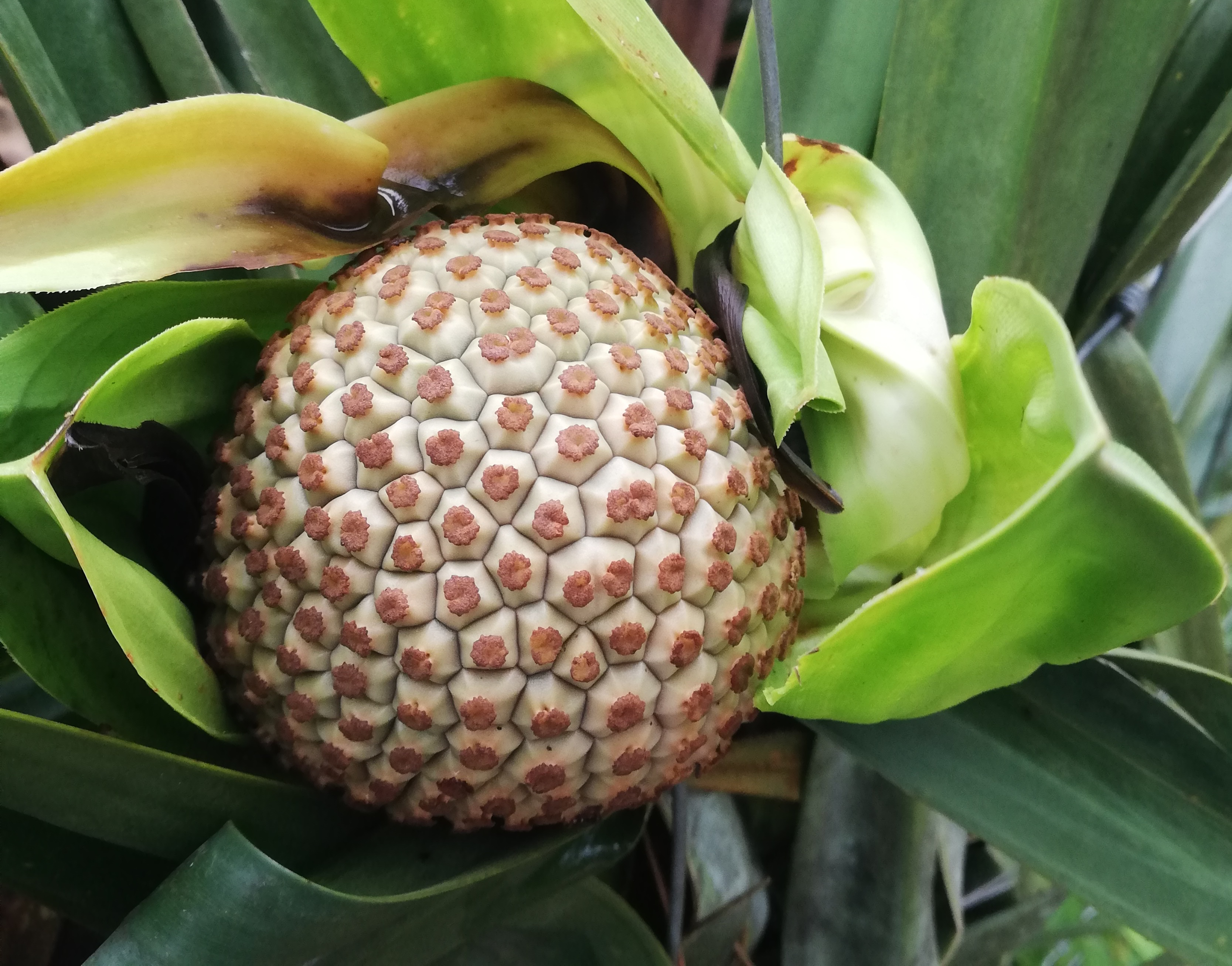
Le petit corps du fruit Pandanus rigidifolius est maintenu droit, sur un court pédoncule.

Pandanus rigidifolius est un arbre bas, petit, étalé et très ramifié. Il produit de nombreuses racines en forme d'échasses, le long du tronc, mais aussi le long des branches latérales.
Il se distingue par ses rosettes compactes (souvent triformes) de petites feuilles rigides, dressées, à épines rouges, d'un bleu-vert profond. Elles mesurent généralement seulement 75 cm de long et 6 cm de large, sont pliées longitudinalement (rédupliquées), rigides, dressées et présentent une extrémité abrupte et obtuse. Les épines rougeâtres sont serrées le long des bords des feuilles.
Le petit capitule de 7–8 cm est dressé sur un court pédoncule et est entouré de bractées triformes. Chaque capitule est garni de 200–220 petites drupes uniloculaires, à l'extrémité légèrement convexe.
Son apparence est très similaire à celle de l'autre espèce naine mauricienne, Pandanus microcarpus, ainsi qu'à celle de Madagascar, Pandanus microcephalus. Une autre espèce mauricienne, Pandanus drupaceus, bien qu'étant un arbuste ou un arbre plus grand, possède également des feuilles rigides et incurvées,.

## Répartition et habitat

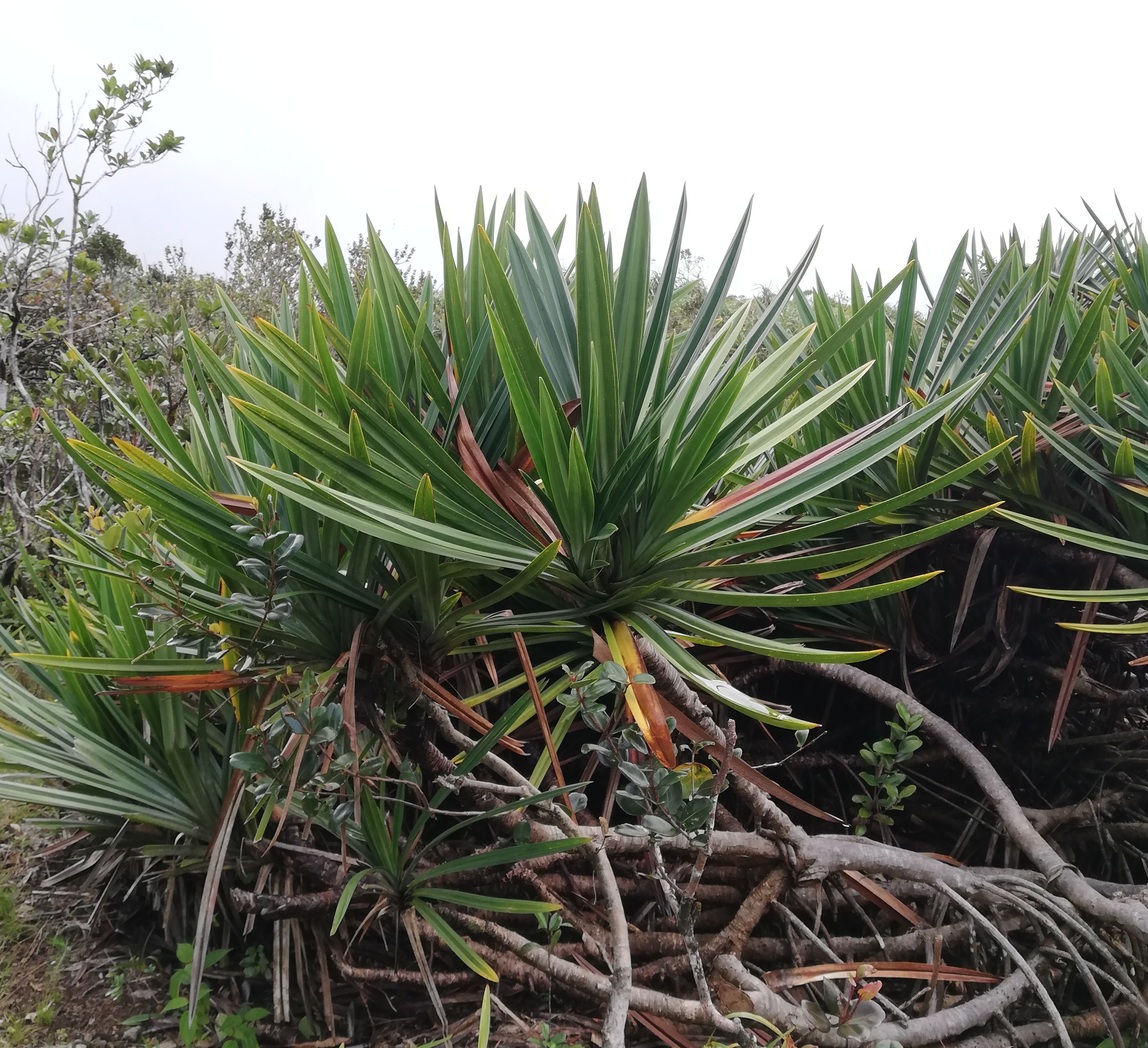
Pandanus rigidifolius dans son habitat.

Pandanus rigidifolius est endémique à l'île Maurice, où elle était autrefois commune dans les zones humides des hautes terres près de Le Petrin et des Mares.

## Systématique
Le nom correct complet (avec auteur) de ce taxon est Pandanus rigidifolius R.E.Vaughan (d) & Wiehe (d).

### Publication originale
- (en + la) R. E. Vaughan et P. O. Wiehe, « The genus Pandanus in the Mascarene Islands », Journal of the Linnean Society of London, Botany, Londres, vol. 55, no 356,‎ octobre 1953, p. 1-33 (ISSN 0368-2927, e-ISSN 1095-8339, DOI 10.1111/j.1095-8339.1953.tb00001.x)